# Muzaffarnagar
Muzaffarnagar là một thành phố và là nơi đặt ban đô thị (municipal board) của quận Muzaffarnagar thuộc bang Uttar Pradesh, Ấn Độ.

## Địa lý
Muzaffarnagar có vị trí 29°28′B 77°41′Đ / 29,47°B 77,68°Đ Nó có độ cao trung bình là 232 mét (761 feet).

## Nhân khẩu
Theo điều tra dân số năm 2001 của Ấn Độ, Muzaffarnagar có dân số 316.452 người. Phái nam chiếm 53% tổng số dân và phái nữ chiếm 47%. Muzaffarnagar có tỷ lệ 65% biết đọc biết viết, cao hơn tỷ lệ trung bình toàn quốc là 59,5%: tỷ lệ cho phái nam là 70%, và tỷ lệ cho phái nữ là 60%. Tại Muzaffarnagar, 14% dân số nhỏ hơn 6 tuổi.